# 코피토 데 니에베

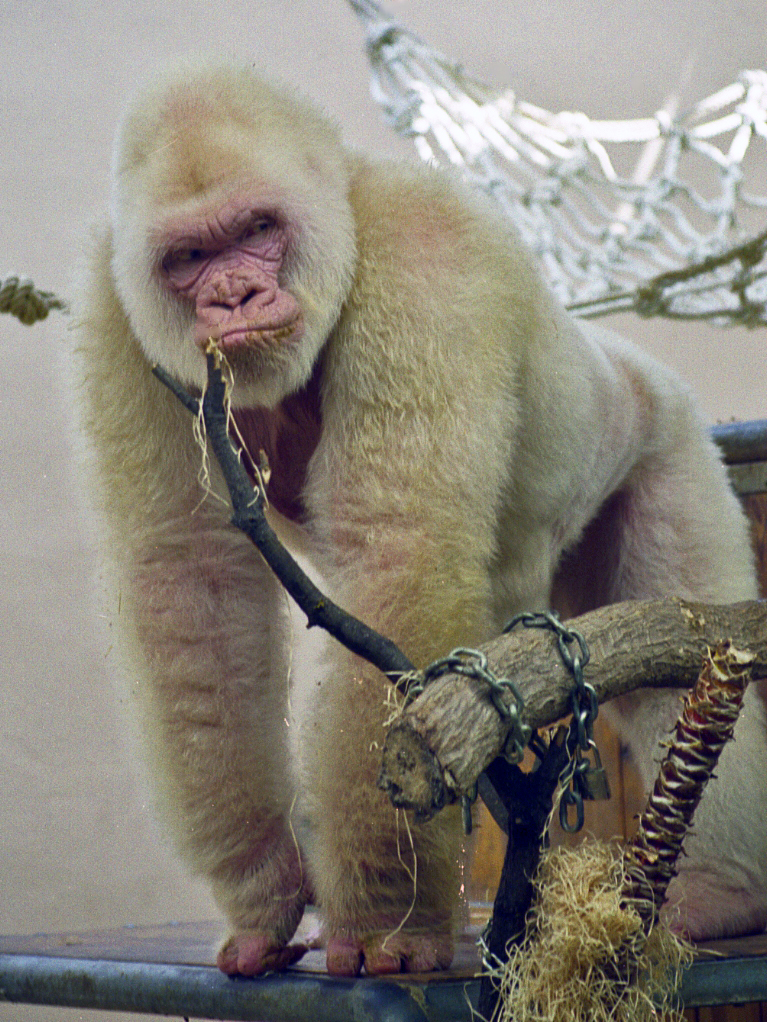
코피토 데 니에베

코피토 데 니에베(스페인어: Copito de Nieve, 카탈루냐어: Floquet de neu, 영어: Snowflake, 1964년경 ~ 2003년 11월 24일)은 스페인 바르셀로나 바르셀로나 동물원에 있던 백색 수컷 고릴라이다. 선천적인 색소 부족 때문에 몸 전체 색깔이 백색이라서, 작은 눈송이를 의미하는 코피토 데 니에베라는 이름으로 불렸다. 37년 동안 바르셀로나 동물원의 마스코트로 인기를 모은 고릴라이다. 2011년 코피토 데 니에베를 소재로 한 애니메이션 영화 《화이트 고릴라》가 공개되었다.